# Лизе, Николь
Николь Лизе́ (фр. Nicole Lizée) — современный канадский композитор-эксперименталист, использующая в своих композициях записи звуков ранних электронных приборов и фонограммы старых кинофильмов. Со времени окончания Университета Макгилла в 2001 году выполнила более 40 заказов на новые произведения от канадских и зарубежных исполнителей и музыкальных организаций. Лауреат премии Жюля Леже за новую камерную музыку (White Label Experiment, 2013), премии «Опус» от Совета искусств и литературы Квебека в номинации «Композитор года» (2019) и премии «Джуно» в номинации «Классическая композиция года» (Don’t Throw Your Head in Your Hands, 2024).

## Биография
Родилась в Гравелберге (Саскачеван), училась игре на фортепиано в Брандоне (Манитоба). По собственным словам, интерес Лизе вызывают различные искажения, статические помехи, шумы, сбои в работе электронных устройств. Она рано начала экспериментировать с возможностями звукозаписывающей техники: в 11 лет в домашних условиях выполнила серию записей собственного голоса на несколько геттобластеров, перезаписывая и накладывая их одну на другую в поисках интересных эффектов.
Изучала композицию у Дени Бульяна и Джона Ри в Университете Макгилла, который окончила в 2001 году со степенью магистра музыки. После окончания учебы быстро зарекомендовала себя как популярный композитор, сочиняя произведения на заказ. Среди более чем 40 сочинений, созданных Лизе к началу 2020-х годов, были заказы от Кронос-квартета, Грифон-трио, ансамбля So Percussion, проекта Continuum, Столичного оркестра Большого Монреаля, Монреальского, Торонтского и Ванкуверского симфонических оркестров, Нью-Йоркского филармонического оркестра, симфонического оркестра Сан-Франциско, а также таких организаций, как CBC, SMCQ, Центр искусств и творчества Банфа, фестивали MATA и BBC Proms. Её произведения звучали на таких площадках, как Карнеги-холл, Альберт-холл, парижский Музыкоград. С 2016 по 2018 год была штатным композитором летнего фестиваля Music on Main (Ванкувер).

## Особенности творчества
Лизе, выросшая на первых музыкальных клипах MTV, испытала как композитор влияние современных и более ранних течений, включая психоделию 1960-х годов, тёрнтейблизм, краут-рок и метал. В своих композициях Лизе широко использует специфическое звучание электронных приборов 1960—1980-х годов, включая аркадные автоматы (Arcadiac, 2005—2008), игровую приставку Atari 2600, электроную игру «Саймон», электронные инструменты Stylophone и Omnichord, кассеты караоке. Еще один источник, широко используемый ею при создании собственных произведений — саундтреки и звуковые эффекты из классических кинофильмов; ремиксы из этих произведений легли в основу таких композиций, как Kubrick Études (2013) и Tarantino Études (2015).

## Награды и звания
- 2002 — премия Роберта Флеминга за достижения в композиции от Совета Канады по искусству[3]
- 2008 — включение в первую десятку Международной трибуны композиторов ЮНЕСКО (с композицией This Will Not Be Televised для камерного оркестра и электрофона)[3]
- 2013 — премия Жюля Леже за новую камерную музыку от Совета Канады по искусству (White Label Experiment)[4]
- 2015 — представлена Говардом Шором как протеже (потенциальный будущий лауреат) на церемонии вручения Премии генерал-губернатора в области исполнительских искусств[2]
- 2017 — премия SOCAN в области современной классической музыки имени Яна Матейчека[2]
- 2019 — премия «Опус» от Совета искусств и литературы Квебека в номинации «Композитор года»[2]
- 2024 — премия «Джуно» в номинации «Классическая композиция года» (Don’t Throw Your Head in Your Hands)[5]